# ساندي دارما سيوتي
ساندي دارما سيوتي (بالإندونيسية: Sandi Darma Sute)‏ (20 سبتمبر 1992 ببالو في إندونيسيا - ) هو لاعب كرة قدم إندونيسي في مركز الدفاع. لعب مع بالي يونايتد.

## روابط خارجية
- ساندي دارما سيوتي على موقع Soccerway.com (الإنجليزية)